# Глущенко Пелагея Іванівна
Пелаге́я Іва́нівна Глу́щенко (нар. 27 вересня (10 жовтня) 1908, Петриківка — 11 квітня 1983, Київ) — українська художниця, майстриня петриківського розпису, заслужена майстриня народної творчості УРСР (1967).

## Життєпис
Народилась у с. Петриківка (нині Дніпропетровська область) в сім'ї сільського столяра. Батько майстував скрині та віялки, які розписувала барвистими квітами односельчанка сім'ї, відома вже на той час художниця Тетяна Пата. Пелагея навчалась у неї живопису. В той же час закінчила чотири класи місцевої школи. 1933 року їде до Дніпродзержинська працювати на швейній фабриці.
Протягом 1937—1941 років навчалася у Київській школі майстрів народного мистецтва (згодом Київський художньо-промисловий технікум). Згодом працювала в Інституті художньої промисловості Академії архітектрури УРСР (1944–1946); інструкторкою, викладачкою у Київському художньо-промисловому училищі (1947–1963); керувала студією декоративного мистецтва при Київському будинку народної творчості (1950–1970-ті).
Розробляла і розвиваюла різноманітні способи застосування петриківського розпису разом з іншими ученицями Тетяни Пати, що переїхали до Києва — Марфою Тимченко, Ганною Павленко-Черниченко, Вірою Павленко та Вірою Клименко-Жуковою.

## Творчість
Пелагея Глущенко належить до київської групи петриківських майстринь, які у 1940–70-х активно застосовували здобутки традиційного малювання у галузі сучасної художньої промисловості та виробили стилістику, дещо відмінну від петриківської. Вона працювала у галузях традиційного хатнього розпису (до 1933), монументально-декоративного мистецтва (настінні розписи павільйону УРСР на ВДНГ, Москва, 1938–40, у співавторстві), книжкової графіки, текстилю (ескізи вибійчаних тканин, 1949), підлакового розпису дерев'яних виробів, надглазурного розпису порцелянових виробів.
Найяскравіше Глущенко проявилася у декоративних композиціях станкового характеру. Стилістика творів мисткині відзначається ліричністю образів, традиційністю усталених композицій, варіантністю рослинних мотивів, вишуканістю колористики.
Художниця весь творчий хист спрямовувала на виявлення внутрішніх можливостей композиційної схеми, на розроблення різноманітних варіантів рослинно-орнаментальних мотивів, якими наповнена кожна її композиція.
Пелагея Глущенко брала також участь в оздобленні книжок. У музеях збереглась низка таких робіт — ініціали «А» для книжки та серія заставок у вигляді «бігунців». Вони цікаві не лише досконалістю виконання, філігранністю, неповторністю мотивів та їхніх комбінацій, а й тим, що написані не гуашшю, а яєчною темперою, яка надає малюнкові надзвичайну легкість і прозорість, яких не може дати гуаш.
До виставки 1949 року художниця створила велику серію робіт. Це були «квіти» однакової композиції, що йшла від традиційного розпису «дзеркала». Усі вони були однакового розміру і сюжетно близькі. Однак не справляли враження одноманітності через безмежну варіантність та неповторність, яскраво вирізняючись з-поміж аналогічних творінь інших петриківчан.
Пелагея Глущенко, як і інші петриківські мисткині, не користувалася олівцем, а відразу писала пензлем, не вносячи у малюнок будь-яких поправок. Вона виношувала свій задум в уяві і без жодних ескізів переносила його на папір.
Значну частину фантастичних квітів Глущенко писала на кольоровому тлі, головним чином на традиційному зеленому чи синьо-зеленому або ж вохристому. Окремі деталі таких робіт виглядають так, ніби на них впав промінь сонця або ж вони світяться зсередини.
Техніка для Пелагеї Глущенко — це не тільки візуальний засіб, а й невичерпне джерело збагачення творчих задумів, відкриття в навколишньому світі все більших глибин справжньої краси.